# Pietro Marchesani
Pietro Marchesani (Verona, 8 febbraio 1942 – Genova, 29 novembre 2011) è stato un traduttore italiano, che si è occupato di poesia, narrativa e drammaturgia polacca.
È stato anche professore italiano di polonistica e dottore honoris causa dell'Università Jagellonica (2000). Nel 1992 è stato direttore della facoltà di Lingua e Letteratura Polacca all'Università di Genova. È laureato del diploma del Ministero degli Affari Esteri della Polonia.
Ha studiato all'Università Cattolica del Sacro Cuore di Milano. Dal 1968 al 1971 ha lavorato all'Università Jagellonica in Polonia e in seguito è tornato a Milano (1973-1979). Nel 1972 ha lavorato all'Università di Genova e dal 1978 all'Università La Sapienza di Roma.
Suoi articoli e recensioni sono apparsi su varie riviste di letteratura italiane e polacche. Marchesani in particolare ha scritto per "Aevum", "Alfabeta", "Tuttolibri", "Vita e pensiero" e "Sabato".
Nel 1979 ha ricevuto il distintivo di benemerito per la cultura polacca. Ha ottenuto anche un premio dal PEN Club polacco (2001).

## Opere (selezione)
- 1974 – Momenti e aspetti della fortuna di Stanisław Ignacy Witkiewicz
- 1977 – La Polonia tra Cinquecento e Seicento nei diari di viaggio di Giovanni Paolo Mucante e Giacomo Fantuzzi
- 1979 – Gabriele D'Annunzio sulle scene del Teatr Miejski di Cracovia, 1901-1905
- 1979 – D'Annunzio nelle culture dei paesi slavi
- 1980 – Polski przekład "Historiae de duobus amantibus" Eneasza Sylwiusza Piccolominiego a pojęcie miłości w Polsce doby renesansu